# Diego Domínguez (canoë-kayak)
Pour les articles homonymes, voir Diego Domínguez (homonymie).
Diego Domínguez Martín, né le 4 mai 2003 à Madrid, est un céiste espagnol pratiquant la course en ligne dans les compétitions internationales séniors à partir de 2023.

## Carrière
Diego Domínguez étudie le Marketing et les relations à l'Université de Vigo. Avec son frère Noel, il participe aux Championnats du monde en 2022, où ils terminent quatrième en C2 1000 m.
C'est un an plus tôt qu'il participe à ses premières compétitions internationales en catégorie junior en C-1 1000m mais aussi une médaille d'argent en C2 500m Mixte aux championnats du monde juniors à Montemor-o-Novo en binôme avec Maria Moreno. En 2022, il participe aux Championnats du monde U-23 dans les catégories C2 500m mixte (médaille d'or associé à Antia Jacome), C-2 500m hommes (médaille d'or associé à Noel Domínguez) et C-2 1000m hommes (médaille de bronze associé à Noel Domínguez).
En juillet 2023, il devient champion Espoir aux championnats du monde U23 en C-2 500m avec Joan Moreno ; aux Championnats du monde en 2023, il finit loin sur C-1 1000m en remportant la finale C (19e place).
En 2024, il remporte une médaille d'argent en coupe du monde à Szeged puis il est médaillé de bronze aux Jeux olympiques d'été de 2024 en biplace sur 500m avec son compatriote Joan Moreno.

## Palmarès

### Jeux olympiques
- 2024 à Vaires-sur-Marne,  France
  -  Médaille de bronze en C-2 500 m